# Coelotes akakinaensis
Coelotes akakinaensis är en spindelart som beskrevs av Matsuei Shimojana 2000. Coelotes akakinaensis ingår i släktet Coelotes och familjen mörkerspindlar. Inga underarter finns listade i Catalogue of Life.